# Saulxures-lès-Vannes
Saulxures-lès-Vannes település Franciaországban, Meurthe-et-Moselle megyében. Lakosainak száma 371 fő (2022. január 1.). Saulxures-lès-Vannes Punerot, Allamps, Barisey-au-Plain, Mont-l’Étroit, Vannes-le-Châtel, Pagny-la-Blanche-Côte, Sauvigny és Autreville községekkel határos.

## Népesség
A település népessége az elmúlt években az alábbi módon változott:
| Lakosok száma | 380  | 319  | 333  | 384  | 363  | 371  | 373  | 368  | 374  | 371  |
|               | 1968 | 1982 | 1990 | 2006 | 2013 | 2015 | 2017 | 2019 | 2020 | 2022 |